# 영이정
영이정은 대한민국 경상북도 청송군 청송읍에 있다. 2009년 9월 1일 청송군의 문화유산 제7호로 지정되었다.

## 개요
평해황씨 청송 입향조 영이 황덕필을 기리기 위해 후손들이 1739년 건립하고 1945년 현위치로 이건하였다.